# Concejo Deliberante de Juan Bautista Alberdi (Tucumán)
El Honorable Concejo Deliberante de Juan Bautista Alberdi es el órgano legislativo municipal de la ciudad de Juan Bautista Alberdi, Tucumán, Argentina. El concejo fue creado en 1937 junto a la municipalización de la ciudad, comenzando a funcionar tras las elecciones de 1938. Sus primeros integrantes de 1938 fueron: Enzo A. Costa, Juan Roncari, Manuel V. Abregú, Luis Troitiño, Segundo Sandez, José Díaz Fernández, Pedro R. Gallo y Juan Bautista Seco.

## Estructura
El Concejo Deliberante se compone de 10 miembros electos por el sistema de representación directa y proporcional, al ser Juan Bautista Alberdi un municipio de 2ª categoría. Estos duran cuatros años en su cargo, pudiendo reelegirse solo una vez consecutiva. El concejo es uno de los poderes del gobierno municipal, se encarga de revisar y controlar los actos del poder ejecutivo municipal que encabeza el Intendente. Es un órgano legislativo que crea las normas de la ciudad. Estas normas reciben el nombre de ordenanzas y el Ejecutivo municipal es el encargado de hacerlas cumplir.

### Requisitos para ser Concejal[2]
Para ser concejal, según la Ley Orgánica de Municipalidades, se requiere de:
- Tiene veintidós (22) años de edad.

- Ser argentino nativo, naturalizado con una antigüedad de cinco (5) años obtenida la nacionalidad argentina o extranjero que deberá ser propietario en el municipio y tener en el mismo cinco (5) años de residencia inmediata a su designación.

- Estar inscripto en los padrones electorales nacionales correspondientes al respectivo municipio.

### Impedimentos para ser Concejal[2]
Según la ley, no pueden ser miembros del Concejo Deliberante:
- Quienes no pueden ser electores de acuerdo a las disposiciones de la Ley Orgánica de Municipalidades.

- El Gobernador de la Provincia y sus Ministros.

- Los Diputados y Senadores Nacionales y los Legisladores Provinciales.

- Los miembros de la Administración de la Justicia Federal o Provincial.

- Los que estuvieren directa o indirectamente interesados en cualquier contrato oneroso con la municipalidad, como obligados principales. Esta inhabilidad no comprende a los tenedores o dueños de acciones de sociedades anónimas que tengan contratos con las municipalidades, a no ser que tengan participación en la administración o sean miembros de los directorios de dichas sociedades.

## Composición Actual

### 2023–2027[3][4]
| Legislador                      | Partido                                 | Bloque | Bloque                      |
| ------------------------------- | --------------------------------------- | ------ | --------------------------- |
| Francisca Rebeca Figueroa       | Juntos Podemos                          |        | Frente de Todos por Tucumán |
| Sergio Marcelo Ogas             | Movimiento de Afirmación Popular        |        | Frente de Todos por Tucumán |
| Emilio Ricardo Medina           | Juntos Podemos                          |        | Frente de Todos por Tucumán |
| Luis María Díaz Augier          | Partido Cambia Tucumán CT               |        | Unión Cívica Radical        |
| José Albano Loru                | La Marea Verde                          |        | Frente de Todos por Tucumán |
| José Mario Calderón             | Partido Unidos por un Movimiento Activo |        | Frente de Todos por Tucumán |
| Antonia del Valle Tula          | Partido Justicialista                   |        | Frente de Todos por Tucumán |
| Matías Emanuel Alejandro Romano | Partido de los Trabajadores             |        | Frente de Todos por Tucumán |
| Héctor Adolfo Díaz Chavero      | Unión Cívica Radical                    |        | Unión Cívica Radical        |
| Ana María Campos                | Juntos Podemos                          |        | Frente de Todos por Tucumán |